# Aporosa rhacostyla
Aporosa rhacostyla är en emblikaväxtart som beskrevs av Airy Shaw. Aporosa rhacostyla ingår i släktet Aporosa och familjen emblikaväxter. Inga underarter finns listade i Catalogue of Life.